# 1981 QA1
1981 QA1 är en asteroid i huvudbältet som upptäcktes den 28 augusti 1981 av den tjeckiske astronomen Zdeňka Vávrová vid Kleť-observatoriet.
Asteroiden har en diameter på ungefär 6 kilometer.